# 1823 Gliese
1823 Gliese (1951 RD) là một tiểu hành tinh vành đai chính được phát hiện ngày 4 tháng 9 năm 1951 bởi Reinmuth, K. ở Heidelberg.